# Blackburn Rovers Football Club
Pour les articles homonymes, voir Blackburn (homonymie).
Actualités
Blackburn Rovers Football Club est un club de football anglais fondé en 1875, basé à Blackburn (Lancashire). La devise Arte et Labore inscrite en latin sur le blason du club signifie La compétence et le travail.
Après onze saisons de suite en Premier League, Blackburn est relégué en deuxième division à l'issue de la saison 2011-2012. Relégué en troisième division à l'issue de la saison 2016-2017, le club obtient la promotion en deuxième division dès la saison suivante.

## Historique
Le Blackburn Rovers Football Club a été fondé en 1875. En 1888, il a été un des membres fondateurs de la Football League. En 1890, Rovers déménage de Leamington Road à Ewood Park.
Le club brille jusqu'en 1930, remportant le championnat et la coupe à plusieurs reprises. La relégation en 1966 est suivie de 26 saisons hors de l'élite.
En 1992, un an après avoir été repris par les collectivités locales et par le baron de l'acier Jack Walker (en) avec l'arrivée de Kenny Dalglish comme gestionnaire en octobre 1991, Blackburn Rovers retrouve le haut niveau en accédant à la nouvelle Premier League. Vice-champion d'Angleterre en 1994, Blackburn Rovers remporte le titre l'année suivante après avoir dépensé des millions de livres pour des joueurs comme Alan Shearer et Chris Sutton. Le club se dote également d'un centre d'entraînement, d'un centre de formation et modernise son stade, l'Ewood Park.
L'équipe se disloque par la suite et le club est relégué en 1999.
Grâce à son titre de champion de Premier League, Blackburn se qualifie pour la première fois de son histoire en Ligue des champions et accèdent directement à la phase de poules dans laquelle ils croisent le Spartak Moscou, Rosenborg BK et Legia Varsovie. Cependant, les champions d'Angleterre en titre finissent dernier de leur groupe avec 4 points pris donc 1 seule victoire, 4-1 face à Rosenborg BK.
La devise, en latin « Arte et Labore » signifiant « par l'art et le travail », a été reprise du conseil de la ville.
Peu après la mort de Walker, le club revient en Premiership en 2001 et s'y maintient jusqu'à la saison 2011-2012. Il se qualifie pour la Ligue Europa à quatre reprises : une fois en gagnant la Coupe de la Ligue, deux fois avec une sixième place en Premiership et une fois par la Coupe Intertoto.
La première en 2002-2003 dans laquelle ils sortent dès le second tour face au Celtic Glasgow, futur finaliste de la compétition.
L'année suivante, ils sont éliminés dès le premier tour par les Turcs du Gençlerbirliği SK.
En 2006-2007, Blackburn revient en Ligue Europa et élimine le Red Bull Salzbourg en barrages 2-2 à l'aller puis une victoire 2-0 au retour.
Grâce à cette victoire Blackburn atteint les phases de poules dans laquelle ils croisent le Feyenoord Rotterdam, FC Bâle, Wisla Cracovie et AS Nancy-Lorraine groupe dans lequel ils finissent premier avec 10 points 3 victoires et 1 nul sur 4 matchs. Blackburn va en seizièmes de finale de Ligue Europa mais ils sont éliminés par le Bayer 04 Leverkusen défaite 3-2 a BayArena et un match nul 0-0 a Ewood Park Depuis cette participation en Ligue Europa Blackburn n'a plus jamais disputé de compétition européenne.
Depuis le départ de Mark Hughes, le club se classe en milieu de tableau de Premier League. Paul Ince est remplacé en décembre 2008, et le club évite la relégation. Repris par un conglomérat indien du nom de « Venkys » pour 67 millions d'euros le 19 novembre 2010, et le Marocain Ražak Dinar en est devenu le président.
De la saison 2012-2013 à la saison 2016-2017, le club évolue en Championship, et descend encore plus bas, en League One pour la saison 2017-2018. Celui-ci y reste une saison et reviens en Championship dès la saison 2018-2019.

## Palmarès et records
- Championnat d'Angleterre
  - Champion (3) : 1912, 1914 et 1995.
  - Vice-champion (1) : 1994.
  - Troisième (3) : 1890, 1910, 1915.

- Championnat d'Angleterre de deuxième division
  - Champion (1) : 1939.
  - Vice-champion (2) : 1958 et 2001.

- Championnat d'Angleterre de troisième division
  - Champion (1) : 1975.
  - Vice-champion (2) : 1980 et 2018.

- Coupe d'Angleterre
  - Vainqueur (6) : 1884, 1885, 1886, 1890, 1891 et 1928.
  - Finaliste (2) : 1882 et 1960.
- Community Shield
  - Vainqueur (1) : 1927

- Coupe de la Ligue anglaise
  - Vainqueur (1) : 2002.

- Full Members Cup
  - Vainqueur (1) : 1987.

## Joueurs et personnalités du club

### Entraîneurs
En septembre 2012, Steve Kean quitte le club, affirmant avoir été contraint de démissionner. C'est l'ancien défenseur norvégien de Manchester United Henning Berg qui lui succède mais il reste moins de deux mois à la tête de l'équipe.
| Rang | Nom              | Période   |
| ---- | ---------------- | --------- |
| 1    | Thomas Mitchell  | 1884-1896 |
| 2    | Joseph Warmsley  | 1896-1903 |
| 3    | Robert Middleton | 1903-1925 |
| 4    | Jack Carr        | 1922-1926 |
| 5    | Bob Crompton     | 1926-1930 |
| 6    | Arthur Barritt   | 1931-1936 |
| 7    | Reg Taylor       | 1936-1938 |
| 8    | Bob Crompton     | 1938-1941 |
| 9    | Eddie Hapgood    | 1946-1947 |
| 10   | Will Scott       | 1947      |
| 11   | Jack Bruton      | 1947-1949 |
| 12   | Jackie Bestall   | 1949-1953 |
| 13   | Johnny Carey     | 1953-1958 |
| 14   | Dally Duncan     | 1958-1960 |
| 15   | Jack Marshall    | 1960-1967 |

| Rang | Nom            | Période   |
| ---- | -------------- | --------- |
| 16   | Eddie Quigley  | 1967-1970 |
| 17   | Johnny Carey   | 1970-1971 |
| 18   | Ken Furphy     | 1971-1973 |
| 19   | Gordon Lee     | 1974-1975 |
| 20   | Jim Smith      | 1975-1978 |
| 21   | Jim Iley       | 1978      |
| 22   | John Pickering | 1978-1979 |
| 23   | Howard Kendall | 1979-1981 |
| 24   | Bobby Saxton   | 1981-1986 |
| 25   | Don Mackay     | 1987-1991 |
| 26   | Kenny Dalglish | 1991-1995 |
| 27   | Ray Harford    | 1995-1996 |
| 28   | Roy Hodgson    | 1997-1998 |
| 29   | Brian Kidd     | 1998-1999 |
| 30   | Tony Parkes    | 1999-2000 |

| Rang | Nom               | Période   |
| ---- | ----------------- | --------- |
| 31   | Graeme Souness    | 2000-2004 |
| 32   | Mark Hughes       | 2004-2008 |
| 33   | Paul Ince         | 2008      |
| 34   | Sam Allardyce     | 2008-2010 |
| 35   | Steve Kean        | 2010-2012 |
| 36   | Henning Berg      | 2012      |
| 37   | Michael Appleton  | 2013      |
| 38   | Gary Bowyer       | 2013-2015 |
| 39   | Paul Lambert      | 2015-2016 |
| 40   | Owen Coyle        | 2016-2017 |
| 41   | Tony Mowbray      | 2017-2022 |
| 42   | Jon Dahl Tomasson | 2022-2024 |
| 43   | John Eustace      | 2024-2025 |
| 44   | Valérien Ismaël   | 2025-     |

### Effectif actuel
Le 11 août 2025
| N° | Nat.                      | Poste | Nom du joueur   |
| -- | ------------------------- | ----- | --------------- |
| 1  | Drapeau de l'Angleterre   | G     | Aynsley Pears   |
| 2  | Drapeau de l'Angleterre   | D     | Ryan Alebiosu   |
| 3  | Drapeau de l'Angleterre   | D     | Harry Pickering |
| 4  | Drapeau du Portugal       | D     | Yuri Ribeiro    |
| 5  | Drapeau de l'Écosse       | D     | Dominic Hyam    |
| 6  | Drapeau de la Norvège     | M     | Sondre Tronstad |
| 7  | Drapeau de Sierra Leone   | A     | Augustus Kargbo |
| 8  | Drapeau du Portugal       | M     | Sidnei Tavares  |
| 9  | Drapeau du Sénégal        | A     | Makhtar Gueye   |
| 10 | Drapeau de l'Angleterre   | M     | Todd Cantwell   |
| 12 | Drapeau de l'Australie    | D     | Lewis Miller    |
| 14 | Drapeau de la Belgique    | M     | Dion De Neve    |
| 15 | Drapeau de l'Irlande      | D     | Sean McLoughlin |
| 16 | Drapeau de l'Angleterre   | D     | Scott Wharton   |
| 17 | Drapeau de l'Angleterre   | D     | Hayden Carter   |
| 18 | Drapeau de la Suède       | M     | Axel Henriksson |
| 19 | Drapeau du pays de Galles | A     | Ryan Hedges     |
| 20 | Drapeau de l'Angleterre   | A     | Harry Leonard   |

| No. | Nat.                                                  | Position | Nom du joueur              |
| --- | ----------------------------------------------------- | -------- | -------------------------- |
| 21  | Drapeau de l'Angleterre                               | M        | John Buckley               |
| 22  | Drapeau de la Hongrie                                 | G        | Balázs Tóth                |
| 23  | Drapeau du Japon                                      | A        | Yuki Ohashi                |
| 27  | Drapeau de l'Angleterre                               | M        | Lewis Travis ()            |
| 28  | Drapeau de l'Angleterre                               | M        | Adam Forshaw               |
| 30  | Drapeau de l'Angleterre                               | M        | Jake Garrett               |
| 31  | Drapeau de l'Écosse                                   | M        | Kristi Montgomery          |
| 32  | Drapeau de l'Angleterre                               | A        | Igor Tyjon                 |
| 33  | Drapeau de l'Angleterre                               | D        | Jake Batty                 |
| 34  | Drapeau de l'Angleterre                               | G        | Jack Barrett               |
| 35  | Drapeau de l'Angleterre                               | G        | Nicholas Michalski         |
| 36  | Drapeau de l'Angleterre                               | M        | James Edmondson            |
| 37  | Drapeau de l'Angleterre                               | G        | Felix Goddard              |
| 38  | Drapeau de l'Irlande du Nord (drapeau du Royaume-Uni) | D        | Tom Atcheson               |
| 40  | Drapeau de l'Angleterre                               | D        | Matty Litherland           |
| 41  | Drapeau de l'Angleterre                               | D        | Lorenze Mullarkey-Matthews |
| 43  | Drapeau de l'Angleterre                               | D        | George Pratt               |

#### Prêtés à autres clubs
| N° | Nat.                 | Poste | Nom du joueur                          |
| -- | -------------------- | ----- | -------------------------------------- |
| 26 | Drapeau de l'Irlande | D     | Connor O'Riordan (au Doncaster Rovers) |

| No. | Nat. | Position | Nom du joueur |
| --- | ---- | -------- | ------------- |

### Joueurs emblématiques
Joueur de l'année
| Année | Gagnant          |
| ----- | ---------------- |
| 2006  | Craig Bellamy    |
| 2007  | David Bentley    |
| 2008  | Roque Santa Cruz |
| 2009  | Stephen Warnock  |
| 2010  | Steven Nzonzi    |
| 2011  | Paul Robinson    |

| Année | Gagnant          |
| ----- | ---------------- |
| 2012  | Yakubu Aiyegbeni |
| 2013  | Jordan Rhodes    |
| 2014  | Tom Cairney      |
| 2015  | Marcus Olsson    |
| 2016  | Grant Hanley     |

L'ailier gauche William Townley est entré dans l'histoire du club et de la Football League, en devenant le 29 mars 1890, le premier joueur à inscrire un coup du chapeau en finale de la FA Cup (victoire 6-1 contre The Wednesday).

## Rivalités
- Selon l'étude du site footballfanscensus.com de décembre 2003, le Burnley Football Club est considéré comme le grand rival de Blackburn Rovers. Les équipes sont voisines (huit miles) et leurs rencontres constituent des derbys depuis le XIXe siècle, le « East Lancashire Derby ».
- Blackburn est aussi un vieux rival du Bolton Wanderers Football Club actuellement le plus proche géographiquement de Blackburn.
- La rivalité entre Blackburn et Preston North End Football Club remonte à plus d'une centaine d'années. En 1888, Preston avait refusé de rencontrer Blackburn à la suite d'une mauvaise réception par les supporteurs de Blackburn.

## Fans célèbres
- Matt Smith, acteur célèbre pour ses rôles dans Doctor Who et The Crown
- Stephen Hendry, joueur de Snooker
- Jack Straw, homme politique
- Carl Fogarty, pilote de Moto reconverti en patron d'écurie